# Ighișu Nou

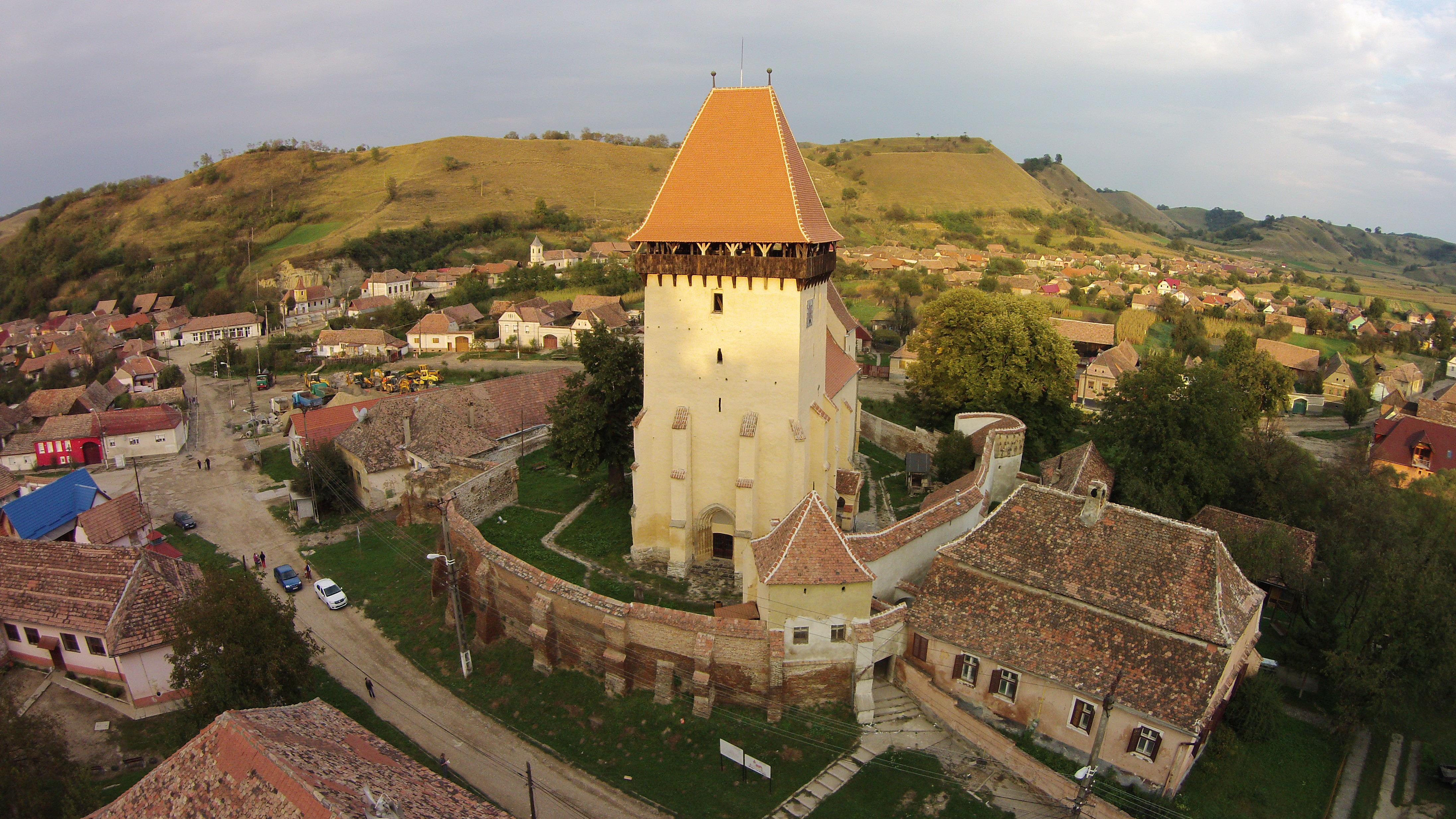
Die Kirchenburg

Ighișu Nou (deutsch Eibesdorf, ungarisch Szászivánfalva, siebenbürgisch-sächsisch Ebesdref) ist ein Ortsteil der Stadt Mediaș in Siebenbürgen im Kreis Sibiu in Rumänien.

## Geographie
Ighișu Nou liegt in einer Höhe von 345 m über dem Meeresspiegel am Bach Ighiș, ein linker Nebenfluss der Târnava Mare (Große Kokel) im Weinland, sechs Kilometer südlich von Mediaș und etwa 60 Kilometer nördlich von der Kreishauptstadt Sibiu entfernt.

## Geschichte
Das Dorf Ighișu Nou trug vor 1925 den Namen Sächsisch-Eibesdorf (rumänisch Ighișul Săsesc oder Ibisdorful Săsesc), siebenbürgisch-sächsisch Sauksesch-Ebesdref.
Der Name Eibesdorf leitet sich von der Eibe ab. Der Ort wurde 1305 erstmals urkundlich erwähnt, als mehrere Angehörige des Grafengeschlechts der Apa ihre Besitzungen, zu denen auch Sächsisch-Eibesdorf gehörte, untereinander aufteilten. In Urkunden erscheinen auch die Namensformen villa Isopsis, Ysyptellis, Josopfalwa, Ybisdorff und Hybysdorff.
Die Gesamtfläche des auf dem ehemaligen Königsboden gelegenen Dorfes beträgt etwa 1500 Hektar.
An der Eibesdorfer Kirchenburg wurde von 1420 bis 1494 gebaut. Die Burganlage auf einem Plateau gehört zu einer der malerischsten Siebenbürgens. Der Glockenturm ist 34,5 m hoch. Die kleine Glocke wurde 1496, die mittlere 1556, die große 1929 gegossen. Die mechanische Orgel mit Pedal verfügt über 13 Register (1775). Das Altarbild „Jesus am Kreuz“ (1515) sowie zwei wertvolle Kelche aus vergoldetem Silber stammen aus dem 15. und 16. Jahrhundert. Weitere Gebäude sind das Evangelische Pfarrhaus (1624), die alte evangelische Schule (1851), die neue evangelische Schule (1895) und der evangelische Gemeindesaal (1913). Es gibt weiterhin eine alte griechisch-katholische Kirche (1747) und eine neue orthodoxe Kirche (1881, erweitert 1965).
Haupterwerbszweige sind Weinbau, Ackerbau, Viehzucht (Stierzucht) und Obstbau. Nach der Enteignung von 1945 fanden die Ortsbewohner in den nahegelegenen Mediascher Fabriken sowie bei den Erdgassonden auf dem Eibesdorfer und Großprobstdorfer Gebiet Arbeit, sodass die Einwohnerzahl trotz Auswanderung bis 1989 kaum abnahm. Nach 1989 verstärkte sich die Aussiedlung nach Deutschland. Die meisten Eibesdorfer Sachsen haben sich in Augsburg und Umgebung, Wuppertal, Traunreut, Drabenderhöhe, Bietigheim, Sachsenheim u. a. Städten in Deutschland sowie in Österreich und Kitchener in Kanada niedergelassen.

## Bevölkerungsentwicklung
Die Bevölkerung entwickelte sich von 1850 bis 2002 wie folgt:
Seit 1850 wurde in Ighișu Nou die höchste Einwohnerzahl 1977 registriert. Die höchste Einwohnerzahl der Rumänen wurde 2002, die der Rumäniendeutschen 1941, die der Roma (230) wurde 1992 und die der Magyaren 2002 erreicht.

## Persönlichkeiten
- Vasile Stanciu (* 1958), orthodoxer Theologe, Priester, Musikwissenschaftler, Komponist und Professor